# Cyrtochilum halteratum
Cyrtochilum halteratum es una especie de orquídea.  Las especies de Cyrtochilum han sido segregadas del género Oncidium debido a sus largos rizomas con espaciados pseudobulbo con 3 o 4 pares de largas hoja alrededor de la base, con una inflorescencia con muchas flores de gran tamaño.

## Descripción
Son orquídeas de gran tamaño con hábitos de epifita,  con pseudobulbos  con forma cónica,  comprimido subtendidos por varias vainas y hojas oblongo-liguladas, ampliamente lineales o oblanceoladas y agudas. Florece en una inflorescencia flexuosas, de  120 a 240 cm  de largo, ramificada a intervalos irregulares, las ramas cortas de 15 cm , con 20 a 30  flores con grandes brácteas con forma de barco que aparecen en el invierno y primavera.

## Distribución
Se encuentra en Colombia, Venezuela y Perú en los bosques nubosos en las elevaciones de 2300 a 4000 metros.   

## Taxonomía
Cyrtochilum halteratum fue descrito por (Lindl.) Kraenzl. y publicado en Notizblatt des Botanischen Gartens und Museums zu Berlin-Dahlem 7: 93. 1917.
Etimología
Cyrtochilum: nombre genérico que deriva del griego y que se refiere al labelo curvado que es tan rígido que es casi imposible de enderezar.
halteratum: epíteto latíno que significa "con mancuernas".
Sinonimia
- Cyrtochilum superbiens (Rchb.f.) Kraenzl.
- Oncidium halteratum Lindl.
- Oncidium halteratum var. fuscum Lindl.
- Oncidium halteratum var. luteum Lindl.
- Oncidium inferlobum auct.
- Oncidium superbiens Rchb.f.[3][4]